# Коваленко, Артём Павлович
Артём Павлович Коваленко (6 августа 1981) — российский футболист, выступавший на позиции защитника. Сыграл один матч в российском высшем дивизионе.

## Карьера
Воспитанник СДЮСШОР ЦСКА. 15 мая 1999 года провёл единственный матч в высшем дивизионе, в домашнем матче 7-го тура против новороссийского «Черноморца», выйдя на 69-й минуте встречи на замену Александру Гришину. В основном выступал за вторую команду армейцев, за которую за два года провёл 37 матчей во втором дивизионе. С 2004 по 2005 годы играл за тверскую «Волгу», вторую часть сезона 2005 года доигрывал в «Пресне», куда был отдан на правах аренды. С 2006 по 2008 годы выступал за «Спартак» из Щёлково, где и завершил профессиональную карьеру. В 2009 году выступал за любительский клуб «Олимп» из Фрязино.